# Браун, Кимберли
Ки́мберли Джин Бра́ун (англ. Kimberly Jean Brown; род. 16 ноября 1984, Гейтерсберг, Мэриленд) — американская актриса театра, кино и телевидения, начавшая сниматься в возрасте шести лет.

## Биография
Кимберли Браун родилась 16 ноября 1984 года в Гейтерсберге, штат Мэриленд, США. Начала сниматься в возрасте шести лет в телесериалах, мыльных операх, детских телевизионных фильмах. В возрасте с 7 до 9 лет сыграла в трёх бродвейских мюзиклах.

## Награды и номинации
С 1996 по 2003 года номинировалась на 14 различных кинонаград, и выиграла 5 из них.

## Избранная фильмография
Фильмы:
- 1994 — Принцесса Карабу / Princess Caraboo (в титрах не указана)
- 1999 — Перекати-поле / Tumbleweeds — Эва Уолкер
- 2003 — Дом вверх дном / Bringing Down the House — Сара Сандерсон
- 2005 — Будь круче! / Be Cool — Тиффани
- 2006 — Волк-оборотень / Big Bad Wolf — Сэм Марш
- 2010 — Дружба! / Friendship! — Дороти

Телесериалы:
- 1990 — Клуб нянек / The Baby-Sitters Club — Аманда Делани (в одном эпизоде)
- 1997—1998 — Принцесса-вампир Мию / англ. Vampire Princess Miyu — принцесса Мию (озвучивание в английском дубляже)
- 1998 — Несчастливы вместе / Unhappily Ever After (в трёх эпизодах)
- 1998 — Хэллоуинтаун / Halloweentown — Марни, ведьма
- 1998 — Приключения Флика / A Bug’s Life (озвучивание)
- 1998, 2006 — Направляющий свет / Guiding Light — Мара Льюис (в двадцати шести эпизодах)
- 1998—1999 — Двое в своём роде / Two of a Kind — Николь (в двух эпизодах)
- 1999 — Прикосновение ангела / Touched by an Angel — Эми (в одном эпизоде)
- 2000 — Пятерняшки / англ. Quints — Джеми Гровер
- 2001 — Хэллоуинтаун 2: Месть Калабара / Halloweentown II: Kalabar’s Revenge — Марни, ведьма
- 2002 — Особняк «Красная роза» / Rose Red — Энни Уитон (в трёх эпизодах)
- 2003 — Закон и порядок: Специальный корпус / Law & Order: Special Victims Unit (в одном эпизоде)
- 2004 — Хэллоуинтаун 3 / англ. Halloweentown High — Марни, ведьма